# Stephanoberycidae
Los estefanoberícidos (Stephanoberycidae) son una familia de peces marinos incluida en el orden Stephanoberyciformes, que se distribuyen por el oeste del Atlántico, la costa de Sudáfrica en el Índico y el oeste del Pacífico, por las partes tropical y subtropical de dichos océanos.
Sus espinas son débiles, cuando están presentes, confinadas a las aletas dorsal y anal, además de una docena de radios blandos; la inserción de las aletas pélvicas es abdominal o subabdominal y tienen unos 5 radios blandos sin espinas; tienen 8 a 11 espinas precurrentes precediendo a la principal aleta caudal, colocadas dorsal y ventralmente.
Tienen una línea lateral muy tenue, pudiendo tener la piel lisa o bien recubierta de escamas con espinas.

## Géneros y especies
Según FishBase, existen 4 especies agrupadas en 4 géneros:
- Género Abyssoberyx (Merrett y Moore 2005)
  - Abyssoberyx levisquamosus (Merrett y Moore, 2005)
- Género Acanthochaenus (Gill, 1884)
  - Acanthochaenus luetkenii (Gill, 1884)
- Género Malacosarcus (Günther, 1887)
  - Malacosarcus macrostoma (Günther, 1878) )
- Género Stephanoberyx (Gill, 1883)
  - Stephanoberyx monae (Gill, 1883)